# Hōjō Sōun

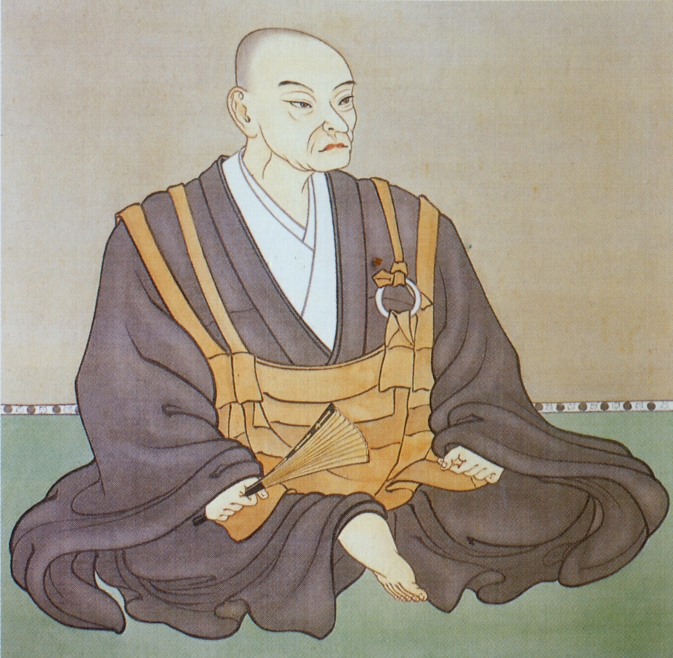
Hōjō Sōun.

Hōjō Sōun (北条 早雲?   1432 – septiembre de 1519) fue un samurái japonés que no siempre fue reconocido por el nombre de Hōjō Sōun. Primero fue conocido como Ise Shinkuro, más tarde como Ise Shozui, después como Ise Nagauji y finalmente, cuatro o cinco años después de su muerte, se le otorgó el nombre de Hōjō Sōun por su hijo Hōjō Ujitsuna.

## Vida
Hōjō Sōun, como muchos otros hicieron, abandonó Kioto durante la guerra de Ōnin y se marchó a la provincia de Suruga con varios de sus seguidores, donde se convirtió en vasallo de Imagawa Yoshitada, que era su cuñado ya que se había casado con su hermana. Cuando Imagawa Yoshitada murió en combate en el año 1476, Soun Hojo medió el conflicto de la sucesión entre los partidarios del primo de Imagawa Yoshitada, el hijo de este (Imagawa Ujichika) y Oshika Norimitsu.Esto provocó una paz temporal. Pero cuándo Norimitsu intentó otra vez ganar el control, en el año 1487, del clan de Imagawa, Hojo Soun le mató y fue recompensado con el castillo de Kokokuji.
Él ganó el control de la provincia de Izu en 1493, que se hallaba en la fase inicial de una guerra civil, aumentando su poder con los antiguos vasallos de Ashikaga. En ese mismo momento Ashikaga Yoshizumi realizó un golpe de Estado en Kioto, convirtiéndose en el undécimo shogun Ashikaga.
En el año 1494 murieron el señor del castillo Odawara (Provincia de Sagami), Omori Ujiyori. Omori Fujiyori sucedió a su padre y Hōjō Sōun se ganó la confianza de este último con múltiples regalos. Sin embargo en el año 1495, Hōjō Sōun, utilizando como excusa una cacería de ciervos, entró en el territorio de Omori junto con sus soldados y se hizo con el control del castillo fácilmente.
En el año 1512 atacó al clan Miura y destruyó el castillo de Okazaki, obligando al líder del clan a trasladarse al castillo de Arai, que en el año 1516 sería derribado por Hōjō Sōun, obligando a que el líder del clan Miura, Miura Yoshiatsu, se suicidara.

### En español
- Samurái, el código del guerrero. De Thomas Louis y Tommy Ito. Editorial: Paraninfo.

- Datos: Q924929
- Multimedia: Hōjō Sōun / Q924929